# CS Nielsen
CS Nielsen (født 1977 på Samsø) er en dansk sangskriver, sanger og musiker. Han udgav i 2007 sit debutalbum Against the Dying of the Light (på Songcrafter Music). Ved Danish Music Awards Folk i 2008 blev det nomineret til "Årets danske debut" og "Årets danske countryalbum". I 2012 udkom albummet Man of the Fall (på Melodika/Target). I 2016 udkom hans tredje soloalbum Jericho Road (på Songcrafter Music), albummet er produceret af Kim Hyttel, og titelsangen gav CS Nielsen en nominering til "Årets sangskriver" (ved Danish Music Awards Folk i 2017). CS Nielsens fjerde album Pilgrims udkom på Kørfirs Records i 2020 (CS Nielsens første vinyl-udgivelse). Albummet var produceret af Johnny Stage. I november 2023 udkom CS Nielsens femte album Better Times, der ligesom Pilgrims er produceret af Johnny Stage og udgivet på Kørfirs Records, fysisk så vel som digitalt. Live akkompagneres CS Nielsen typisk af Johnny Stage, Michael Lund og Johannes Gissel.

## Diskografi
- 2007 Against the Dying of the Light
- 2012 Man of the Fall
- 2016 Jericho Road
- 2020 Pilgrims
- 2023 Better Times